# 燃料电池

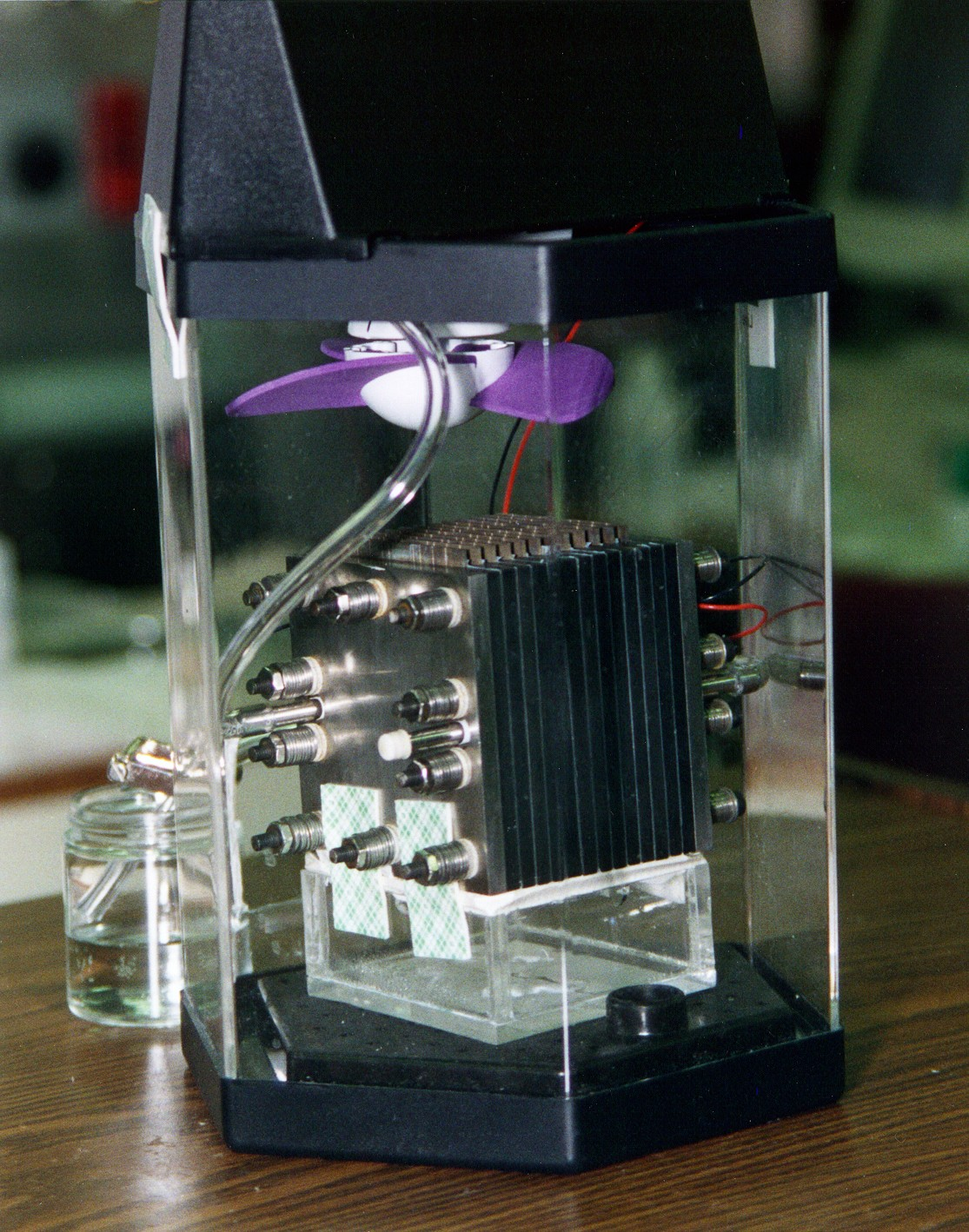
直接甲醇燃料電池示範圖，燃料電池組的層狀結構 (圖片中心的立方體)

质子传导燃料電池的示意图

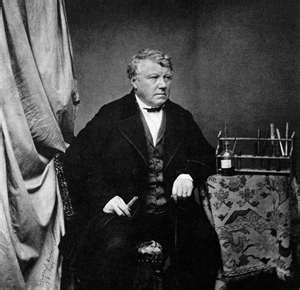
最早提出燃料電池的科學家尚班（Christian Friedrich Schönbein）的照片

燃料電池（英語：Fuel cell）是一種主要利用氧或其他氧化劑進行氧化還原反應，把燃料中的化學能轉換成電能的發電裝置。最常見的燃料為氫 ，其他燃料來自於任何能分解出氫氣的碳氫化合物，例如天然氣、醇、和甲烷等。燃料電池有別於原電池，優點在於透過穩定供應氧和燃料來源，即可持續不間斷的提供穩定電力，直至燃料耗盡，不像一般非充電電池一樣用完就丟棄，也不像充電電池一樣，用完須繼續充電，也因此透過電堆串連後，甚至成為發電量百萬瓦(MW)級的發電廠。
1839年，英國物理学家威廉·葛洛夫製作了首個燃料電池。而燃料電池的首次應用就在美國太空總署1960年代的太空任務當中，為探測器、人造衛星和太空艙提供電力。從此以後，燃料電池就開始被廣泛使用在工業、住屋、交通等方面，作為基本或後備供電裝置。
現今生活中存在多種燃料電池，但它們運作原理基本上大致相同，必定包含一個陽極，一個陰極以及陽離子(通常是氫正離子)通過電池兩極的电解质。電子由陽極傳至陰極產生直流電，形成完整的電路。各種燃料電池是基於使用不同的電解質以及電池大小而分類的，因此電池種類變得更多元化，用途亦更廣泛。由於以個體燃料電池計，單一顆電池只能輸出相對較小的電壓，大約0.7V，所以燃料電池多以串連或一組的方式制造，以增加電壓，配合應用需求。
另一方面，燃料電池產電後會產生水與熱，基於使用不同的燃料，有可能產生極少量二氧化碳和其他物質，對環境的污染比原電池及化石燃料發電廠少，是一種綠色能源。燃料電池的能量效率通常為40-60％之間；如果廢熱被捕獲使用，其熱電聯產的能量效率可高達85％。
燃料電池的市場正在增長，据派克研究公司（Pike Research）估計，到2020年固定式燃料電池市場規模將達到50 GW。

## 歷史

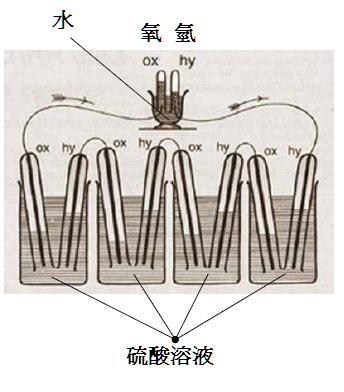
威廉‧葛洛夫1839年電池草圖

燃料電池的原理由德國化學家克里斯提安·弗里德里希·尚班於1838年提出，並刊登在當時著名的科學雜誌。基於尚班的理論，英國物理學家威廉‧葛洛夫於1839年2月把理論證明刊登於《科學的哲學雜誌與期刊》（Philosophical Magazine and Journal of Science），其後又把燃料電池設計草圖於1842年刊登。當時的設計類似現今的磷酸燃料電池。
1955年，一位為通用電氣工作的化學研究員W·湯馬斯·葛盧布（W. Thomas Grubb），進一步設計以磺化聚苯乙烯離子交換膜作電解質，改革原始燃料電池。三年後，通用電氣的另一位化學研究員李奧納德·尼德拉克（Leonard Niedrach），想出了將鉑沉積在膜上面，鉑是氫氣進行氧化反應和氧氣進行還原反應必需的催化劑，成為「Grubb-Niedrach燃料電池」。
隨即通用電氣就和美國太空總署及麥克唐納飛行器公司共同發展這個技術，應用於美國宇航局雙子星計劃，這是燃料電池的第一個商業上的應用。直到1959年，英國的工程師法蘭西斯·湯瑪士·培根和它的同事們才成功地展示出第一具輸出功率達5千瓦的實用級燃料電池系統。同年，一個由哈利·伊律格（Harry Ihrig）領導的團隊也製造出以15千瓦功率的燃料電池驅動的牽引車。1960年，普惠公司獲得培根專利的許可，將燃料電池當作太空計畫中電力和水的來源。在1991年，羅傑‧比林期（Roger Billings）發展出世界首個用於汽車的氫燃料電池。
美國聯合技術公司的UTC動力部門是第一個製造商用、大型固定燃料電池的公司，其產品可當做醫院、大學、大型辦公大樓的動力來源，UTC動力持續也在市場上推出功率達200千瓦燃料電池-PureCell 200，現被400千瓦取代-PureCell Model 400 。UTC動力也是美國太空總署在進行太空探索方面唯一的燃料電池供應者，曾將其燃料電池應用於太陽神計劃 和最近的太空梭計畫，而且也往汽車、公共巴士、手機等方面發展，該公司也展示了第一個質子交換膜的燃料電池汽車，在酷寒的狀態下仍能適用。
在1960年代幾次的太空任務中，燃料電池被用於驅動登月探險車及供應太空人飲用水，均證明了它的實用性。近年來，因為化石燃料造成的能源危機與環保意識的抬頭，令燃料電池的發展日趨興旺。

## 類型和設計
燃料電池有多種類型，但是它們都有相同的工作模式。它們主要由三個相鄰區段組成：陽極、電解質和陰極。兩個化學反應發生在三個不同區段的介面之間。兩種反應的淨結果是燃料的消耗、水或二氧化碳的產生，和電流的產生，而生成的电流可以直接用於電力設備，即通常所稱的負載。
在陽極上，催化劑將燃料（通常是氫氣）氧化，使燃料變成一個正電荷的離子和一個負電荷的電子。電解液经專門設計使得離子可以通過，而電子則无法通过。被釋放的電子穿過一條電線，因而產生電流。離子通過電解液前往陰極。一旦達到陰極，離子與電子團聚，兩者與第三化學品（通常為氧氣）一起反應，而產生水或二氧化碳。
在燃料電池中較重要的設計特徵是：

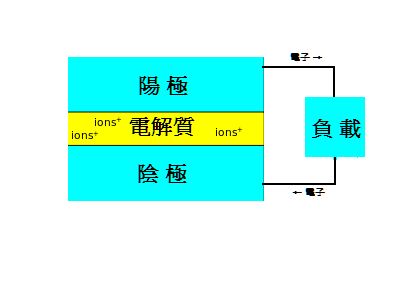
燃料電池示意圖

- 電解質材料。電解質材料通常決定了燃料電池的類型。
- 使用的燃料。最常見的燃料是氫氣。
- 陽極催化劑，用來將燃料分解成電子和離子。陽極催化劑通常由極細的鉑粉製成。
- 陰極催化劑，用來將離子轉換成像水或二氧化碳的廢棄化學物質。陰極催化劑通常由鎳製成，但也有納米材料催化劑。

典型的燃料電池在全額負載下可產生0.6 V至0.7 V的電壓。導致随電流上升，電壓下降的幾個原因如下：
- 過電位
- 歐姆損耗（因電池元件和接連的阻抗而導致壓降）
- 大規模傳輸損耗（在高負載下，催化劑端的反應物損耗造成電壓的快速下降）[10]

為了提供所需要的能量，可以將組合多個燃料電池进行串聯以產生較高電壓，或並聯供應較大電流。這種設計被稱為「燃料電池堆疊」。就個別電池而言，可以增加其表面積以獲得較大電流。在堆疊中，反應物氣體應均勻分佈於所有電池，以獲得最大的功率輸出。

### 質子交換膜燃料電池（PEMFC）
原型的質子交換膜燃料電池的效率前緣設計、質子導電聚合物膜（電解質）的分隔主要在陽極和陰極雙方。這也被稱為固態聚合物電解質燃料電池（solid polymer electrolyte fuel cell, SPEFC），這是因為在1970年代初之前的質子交換機制尚未被完全理解。（注意：同義字「聚合物電解質膜」和「質子交換機制」有相同的英文字母縮寫。）

高溫質子交換膜燃料電池（PEMFC）的构造图：通过导电复合材料制造（可使用石墨、炭黑、碳纤维以及/或者碳纳米管增强导电性）的、有铣削出的气体通道结构的双极板；多孔碳布；扩散层（通常在聚合物薄膜上）；聚合物膜

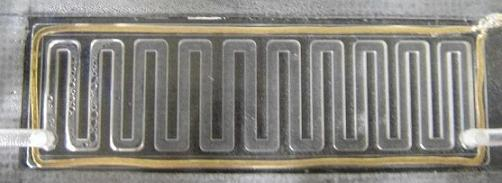
由質子交換膜燃料電池（PEMFC）的空氣通道壁產生的冷凝水。電池周圍的金線確保電流的匯集

陽極一邊的氫流到陽極催化劑，並分離成質子和電子，運作溫度約80-100℃。這些質子與氧化劑產生反應導致他們成為通常所指的多元促進質子膜。質子，透過膜到陰極，但電子被迫移動（為提供電源）到外部電路因為電絕緣膜。陰極催化劑，氧分子與（其中有遊歷通過外部電路）電子和質子發生反應形成水；而在此示例中，唯一的廢物產品，液體或蒸氣。
除了這種純氫氣類型，還有烴類燃料的燃料電池，包括柴油、甲醇（請參閱：直接甲醇燃料電池和非直接甲醇燃料電池）和化學氫化物。這些類型燃料的廢棄產品是二氧化碳和水。
質子交換膜燃料的不同組成部分是雙極板、電極、催化劑、膜和有必要的硬體。用於燃料電池的不同部分的材料類型不同。雙極板可以不同類型的材料製造，如金屬、表面包覆的金屬、石墨、柔性石墨C–C複合，carbon–polymer複合材料等。膜電極元件（多邊環境協定MEA），被稱為心的質子交換膜燃料和通常使夾在兩個催化劑塗層碳論文的質子交換膜。貴金屬元素鉑或類似類型通常作為催化劑在PEMFC中使用。另外，電解液可以是一種高分子膜。

#### 質子交換膜燃料電池的議題
- 价格。美国能源部的报告说，在2011年，80-kW的车用燃料电池系统的成本在量产（预计到每年50万台）中的价格是每千瓦49美元。[15]目标价格是每千瓦35美元。约20年期间相比的斜坡那样成本降低是必要的，以使质子交换膜燃料电池可与目前市场上的技术竞争，包括汽油内燃机。[16]
- 水和空气的管理[17]（在PEMFC电池）。在这种类型的燃料电池，膜必须是水化的，需要以它产生的水的完全相同的速率来蒸发掉水。
- 温度的管理。
- 某些种类的电池要求的持续性，服务寿命（英语：service life）或者特殊要求。
- 一些（非-PEDOT）阴极只有有限的一氧化碳容忍能力。

### 高溫燃料電池

#### 固體氧化物燃料電池（SOFC）
固體氧化物燃料電池（英語：Solid Oxide Fuel Cell，缩写：SOFC）由用氧化钇稳定氧化锆（YSZ，<15μm）那样的陶瓷给氧离子通电的电解质和由多孔质给电子通电的燃料和空气极构成。空气中的氧在空气极/电解质界面被还原形成氧离子，在空气燃料之间氧的分差作用下，在电解质中向燃料极侧移动，在燃料极电解质界面和燃料中的氢或一氧化碳的中间氧化产物反应，生成水蒸气或二氧化碳，放出电子。电子通过外部回路，再次返回空气极，此时产生电能。由于电池本体的构成材料全部是固体，可以不必像其他燃料电池那样制造成平面形状，而是常常制造成圆筒型。
SOFC的特点如下：
- 由于是在高温下运作（800-1000℃），通过设置底面循环，可以獲得超过60%效率的高效發電，使用壽命預期可以超過40000~80000小時。
- 由于氧离子是在电解质中移动，所以也可以用CO、天然氣、煤气化的气体作为燃料。[18]

SOFC系统的化学反应可以表达如下：
阳极反应：2H2 + 2O2− → 2H2O + 4e−
阴极反应：O2 + 4e– → 2O2−
整体电池反应：2H2 + O2 → 2H2O

#### 熔融碳酸鹽燃料電池（MCFC）
熔融碳酸盐燃料电池（英語：Molten Carbonate Fuel Cell，缩写：MCFC）要求650°C（1,200°F）高温，类似于SOFC。MCFC以熔融碱金属碳酸盐作电解质，并在高温下，这种盐变为熔化态允许电荷（负碳酸根离子）的在电池中移动。
用於熔融碳酸鹽燃料電池（MCFC）系統中的化學反應可表示如下：
陽極反應：CO32− + H2 → H2O + CO2 + 2e−
陰極反應：CO2 + ½O2 + 2e− → CO32−
整體反應：H2 + ½O2 → H2O
如同固體氧化物燃料電池（SOFC），熔融碳酸鹽燃料電池（MCFC）的缺點包括緩慢的啟動時間，是因為它們的運行溫度高。這使熔融碳酸鹽燃料電池（MCFC）系統不適合移動應用，而這項技術將最有可能被用於固定式燃料電池。熔融碳酸鹽燃料電池技術的主要挑戰是電池的壽命短。高溫和碳酸鹽電解質導致在陽極和陰極的腐蝕。這些因素加速MCFC元件的分解，從而降低耐久性和電池壽命。研究人員正在通過探索耐腐蝕材料部件，以及可以增加電池壽命而不降低性能的燃料電池的設計，来解決這個問題。

### 碱性燃料电池（AFC）
碱性燃料电池（alkaline fuel cell, AFC）是一种燃料电池，由法兰西斯·汤玛士·培根（Francis Thomas Bacon）所发明，以碳为电极，并使用氢氧化钾为电解质，操作温度约为摄氏100~250度（最新的碱性燃料电池操作温度约为摄氏23~70度）。NASA早在1960年时便开始将它运用在航天飞机及人造卫星上，包括著名的阿波罗计划也使用这种燃料电池。AFC的电能转换效率为所有燃料电池中最高的，最高可达70%。

### 4种主要燃料電池的比較
从21世紀初到現在，4种主要燃料電池的研究开发进展比较如下：
|               |               | PEMFC 固体高分子                              | PAFC 磷酸                                     | MCFC 熔融碳酸盐                                 | SOFC 固体氧化物                           |
| 电 解 质      | 电解质材料    | 交换膜                                        | 磷酸盐                                        | 碳酸锂，碳酸钠，碳酸                            | 比如稳定氧化锆                            |
| 电 解 质      | 移动离子      | H+                                            | H+                                            | CO32-                                           | O2-                                       |
| 电 解 质      | 使用模式      | 膜                                            | 在基质中浸渍                                  | 在基质中浸渍、或粘贴                            | 薄膜、薄板                                |
| 反 应         | 催化剂        | 铂                                            | 铂                                            | 無                                              | 無                                        |
| 反 应         | 阳极          | H2→2H++2e-                                    | H2→2H++2e-                                    | H2+CO32-→H2O+CO2+2e-                            | H2+O2-→H2O+2e-                            |
| 反 应         | 阴极          | {\displaystyle {\tfrac {1}{2}}}O2+2H++2e-→H2O | {\displaystyle {\tfrac {1}{2}}}O2+2H++2e-→H2O | {\displaystyle {\tfrac {1}{2}}}O2+CO2+2e-→CO32- | {\displaystyle {\tfrac {1}{2}}}O2+2e-→O2- |
| 运行温度（℃） | 运行温度（℃） | 80-100                                        | 190-200                                       | 600-700                                         | 700-1,000                                 |
| 燃料          | 燃料          | 氢                                            | 氢                                            | 氢、一氧化碳                                    | 氢、一氧化碳                              |
| 发电效率（%） | 发电效率（%） | 30-40                                         | 40-45                                         | 50-65                                           | 50-70                                     |
| 设想发电能力  | 设想发电能力  | 数W-数十kW                                    | 100-数百kW                                    | 250kW-数MW                                      | 数kW-数十MW                               |
| 设想用途      | 设想用途      | 手机、家庭电源、汽车                          | 发电                                          | 发电                                            | 家庭电源、发电                            |
| 开发状况      | 开发状况      | 家庭用实用化、汽车2015年预计实用化            | 废水处理厂、医院、应急电源                    |                                                 | 家庭用实用化、大型定制在开发中            |

## 排名靠前的燃料電池類型的效率
燃料电池技术中的术语：
- 阳极（Anode）：發生氧化（電子的损失）的電極。對於燃料电池和其他原电池，阳极是负极端子;而在电解池（其中电解发生时），阳极是正极端子。[23]
- 水溶液（Aqueous Solution）：水溶液指溶劑是水的溶液。由於水是自然界蘊含豐富的良好溶劑，因此在化學中常用到水溶液。.[24]
- 催化剂（Catalyst）：一种化学物质，可以提高反应速度但不被消耗；在反应之后，它可能可以从反应混合物中恢复，在化学上保持不变。催化剂可以降低活化能所需能量，允许更快地或在较低的温度进行的反应。在燃料电池、催化剂促进氧化剂和燃料的反应。通常是將極細的铂粉涂到碳纸或布上。催化剂表面粗糙、多孔，因此铂的表面面积可以最大化接触到氢或氧。催化剂的铂镀在燃料电池中膜的表面。[23]
- 阴极：（Cathode）：發生還原（電子的獲得）的電極。對於燃料電池和其它原電池，陰極是正極端子;對於電解池（其中發生電解），陰極是負端。[23]
- 电解质（Electrolyte）：該物質將帶電離子從一個電極傳導到另一個電極，位於燃料電池、電池或電解槽中。[23]
- 燃料电池堆（Fuel Cell Stack）：單獨燃料電池串聯，以增加電壓。[23]

欲了解更多信息，請參閱燃料電池術語表

## 應用
目前主流發展的應用產品，依據燃料電池發電量歸類，可分為定置型發電機、運輸工具、可攜式電源系統三大類。

### 定置型發電機

#### 電力

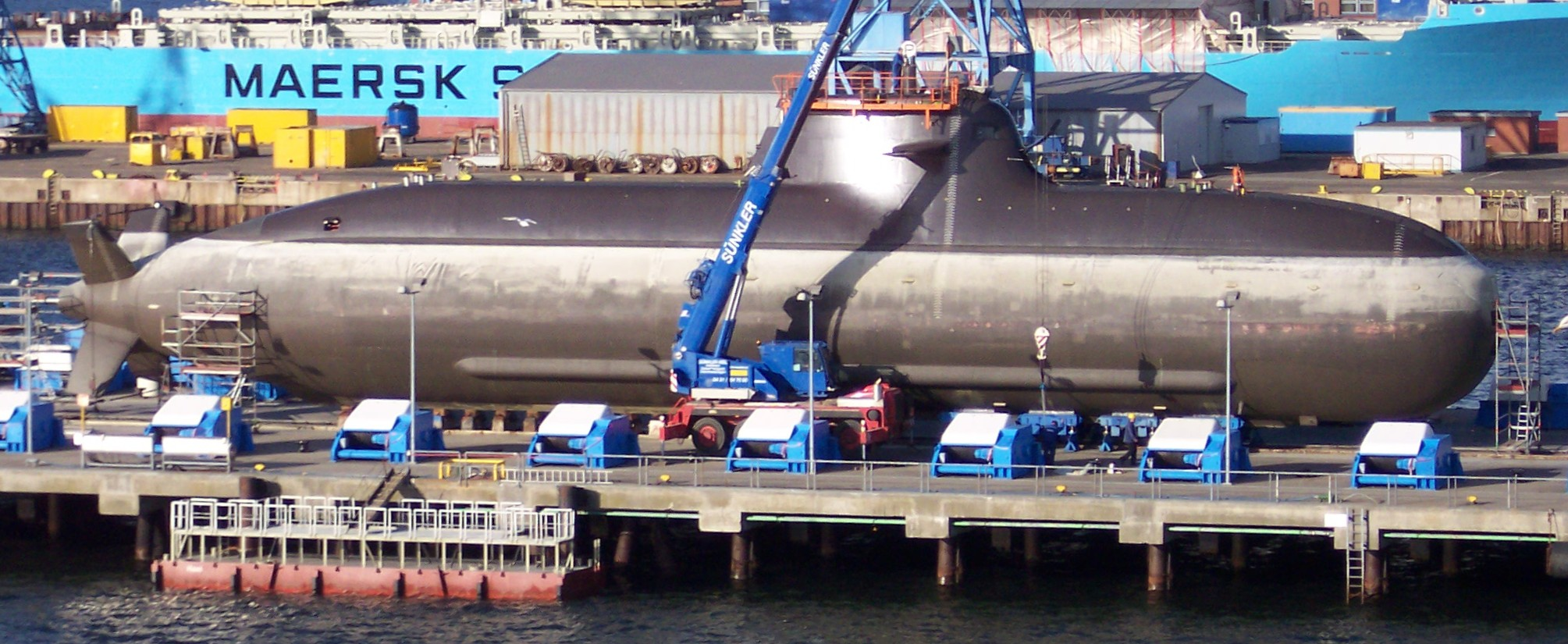
使用燃料电池推进的212型潛艇，位于Kiel市Howaldtswerke-Deutsche Werft公司码头的干船塢

固定燃料電池被用於商業、工業及住宅主要和備用電力。燃料電池能有效提供郊區電力，為分散式發電，如航天器、遠端氣象站、大型公園、通訊中心、農村處，包括研究站和某些軍事應用非常重要。運行簡單且輕量的氫-氧燃料電池系統，沒有重大的部件需要移動。由於燃料電池沒有移動部件，而且發電不涉及燃燒，在理想的情況他們可以實現起來，具99.9999%的可靠性。相當於六年產電運行其當中有不多於一分鐘的停機時間。因為燃料電池的電解槽系統本身，不存儲燃料，而是依賴于外部存儲單元，他們可以成功應用在大型能源存儲中，設置農村地區是一個例子。
有許多不同類型的固定式燃料電池，所以效率而異，但多數40%至60%的能源效率。然而，當燃料電池餘熱用於熱電聯產系統中熱建築時這種效率可以增加到85%。這是明顯比傳統的煤電廠，是只有約三分之一的能源效益效率更高。假設在規模、生產燃料電池可以節省20-40%的能源成本，當用於熱電聯產系統時，燃料電池也比傳統發電更乾淨，因為氫源每個將產出1,000千瓦小時（kWh）能量。同時，相比25磅的常規燃燒系統產生的污染物，燃料電池比常規燃煤電廠產生的氮氧化物排放量少97%。
現時，可口可樂、谷歌、沃爾瑪、思科、宜家、雀巢、日產、金百利和更多國際企業安裝或轉了燃料電池，以抒緩他們的能源需求，可見燃料電池的發電效率及環保性在國際上得到認同。另有一個試點方案在華盛頓州的斯圖爾特島上操作，那裡斯圖爾特島能源倡議建立了一個完整的閉環系統：太陽能電池板電源電解槽使得氫存儲在200磅 / 平方英寸（1,400 kPa）壓力的500美制加侖（1,900 L）儲存搭中，並運行ReliOn燃料電池來提供離網住宅的全電動後備。而在紐約州亨普斯特德，有另一個封閉的系統迴圈2011年底公佈發展。

#### 熱電聯產（CHP）
熱電聯產（CHP）燃料电池系统，包括微型熱電聯產（MicroCHP）系统的使用，为家庭，办公楼和工厂同时产生电能和热能（见家用燃料电池）。系统生成恒定电力（出售把没有被消耗的多余的电力返回到电网），并在同一时间从余热中产生热空气和热水。MicroCHP通常小于5 KWe给家用燃料电池或小型企业。
燃料电池余热可以在夏季直接注入地下提供进一步冷却余热，而在冬季可以直接注入建筑物。明尼苏达大学拥有对这种类型系统的专利权。
熱電聯產系统可以达到85%的效率（40-60%是电 +其余是热）。磷酸燃料电池（PAFC）构成了在现有CHP中在全球的最大部分，和可以提供接近90%的联合效率。熔融碳酸盐（MCFC）和固体氧化物燃料电池（SOFC）也用于供热和发电的聯產，并有电气能源约60%的效率。熱電聯產系統的缺點包括緩慢的斜坡向上和向下速率，成本高，壽命短。它們另外需要有一個貯熱水箱來平滑產熱的地方，这在家庭用市場是非常不利的地位，因为空間對於住宅物業是一個很大的溢價。

### 運輸工具

#### 火车
阿尔斯通公司在2016发布了欧洲第一列氢燃料电池列车Coradia iLint。

#### 燃料電池車（FCEVs）

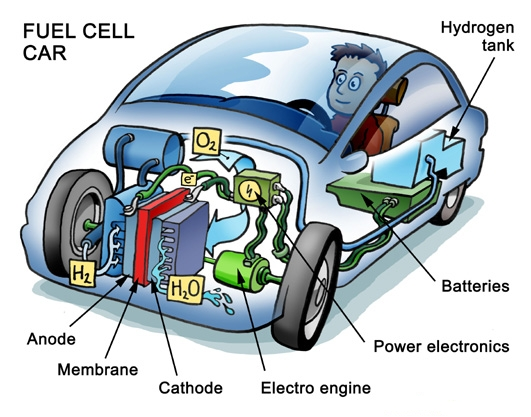
一部燃料电池车的部件配置

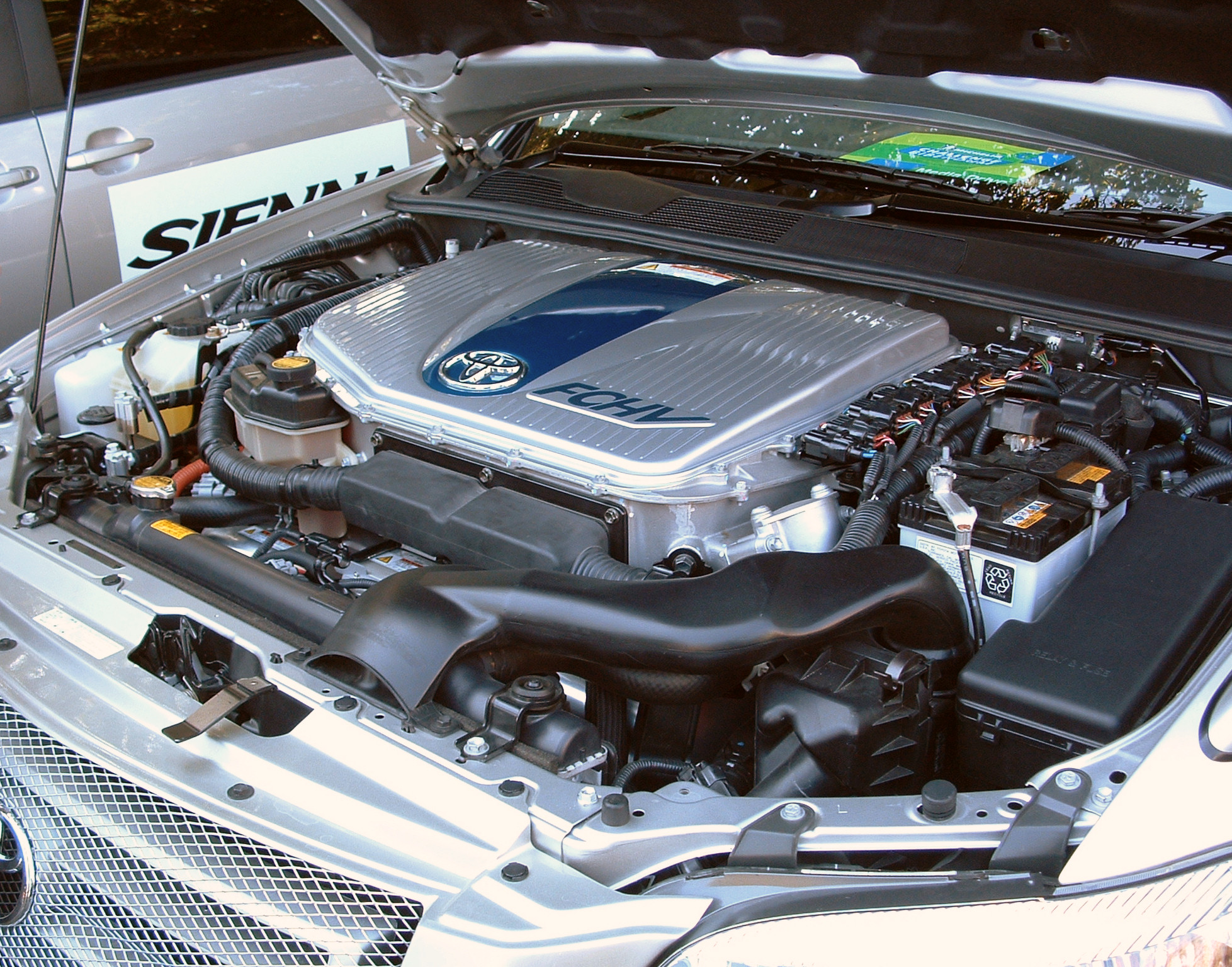
丰田汽车的Toyota FCV PEMFC燃料电池汽车

在2013年之前没有可供商业销售的燃料电池车，自2009年以来已发布超过了20类型的燃料电池汽车（FCEVs）的原型和示范车。示范车型包括本田的FCX Clarity，丰田的FCHV-ADV，梅赛德斯-奔驰的F-CELL。在2011年6月的示范FCEVs行驶超过了4,800,000公里（3,000,000英里）的里程，重新加注燃料超过27,000次。示范燃料电池车已经能够“在重新加燃料之间的续驶里程超过400公里（250英里）”。它们可以在小于5分钟的时间内完成重新加燃料。
2014年，南韓現代汽車開始在加州以租賃方式提供燃料電池車 Hyundai ix35 FCEV，一般消費者購買則要到2015年10月豐田Mirai從美國上市，到2016年6月時已經在美國、英國、丹麥、挪威、比利時等地販售。
儘管燃料電池車目前已上市，一些专家认为燃料电池汽车将永远不会成为与其他技术相比具经济竞争力，或将需要几十年来让它们变得有利可图。在2011年7月，通用汽车CEO和总裁Daniel Akerson表示，尽管氢燃料电池车的成本正在下降："氢燃料电池汽车仍然是太贵了，它可能并不实际直到2020年以后，我不知道"。

#### 巴士

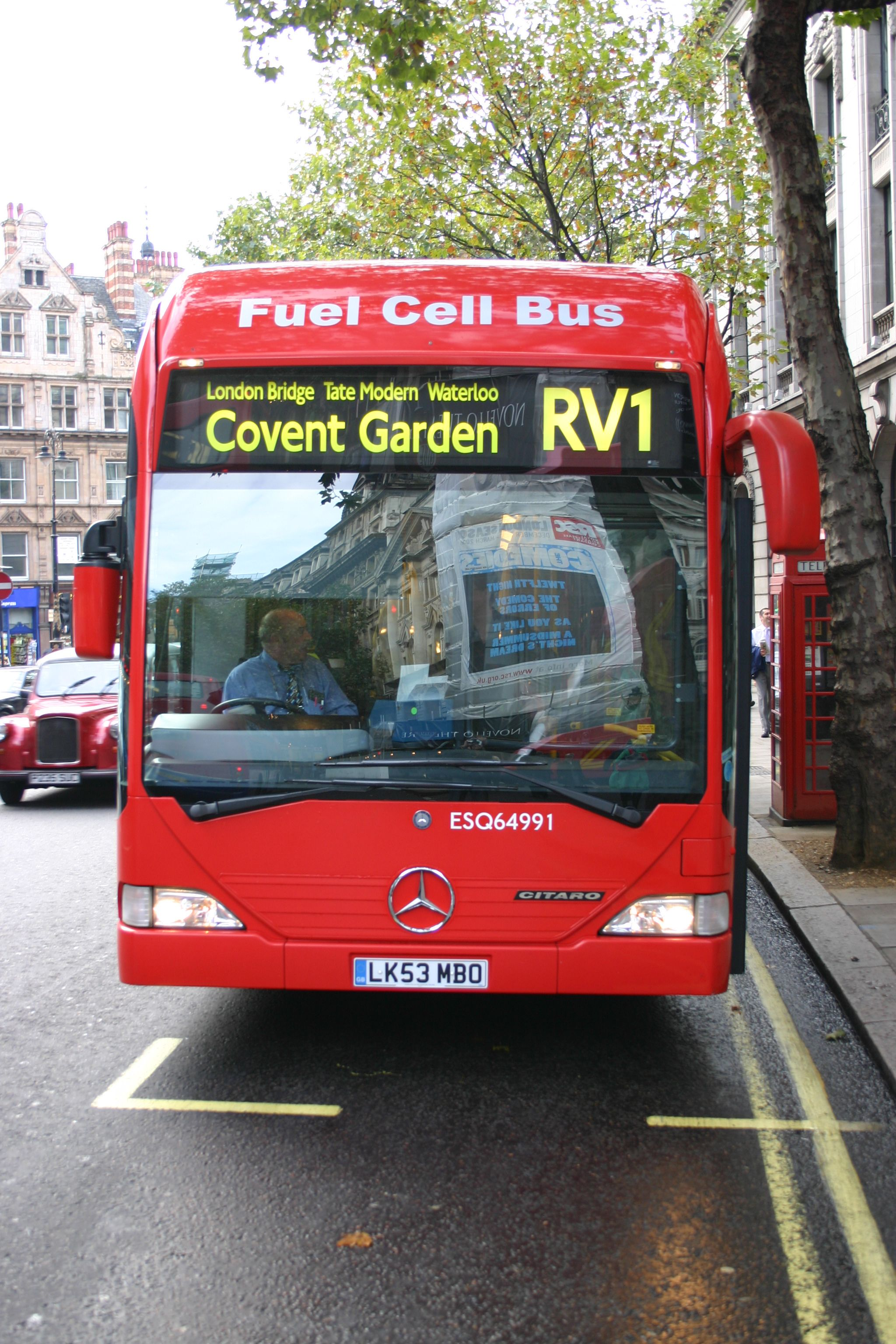
Mercedes-Benz（Daimler AG）Citaro燃料电池巴士，在伦敦奧德維奇

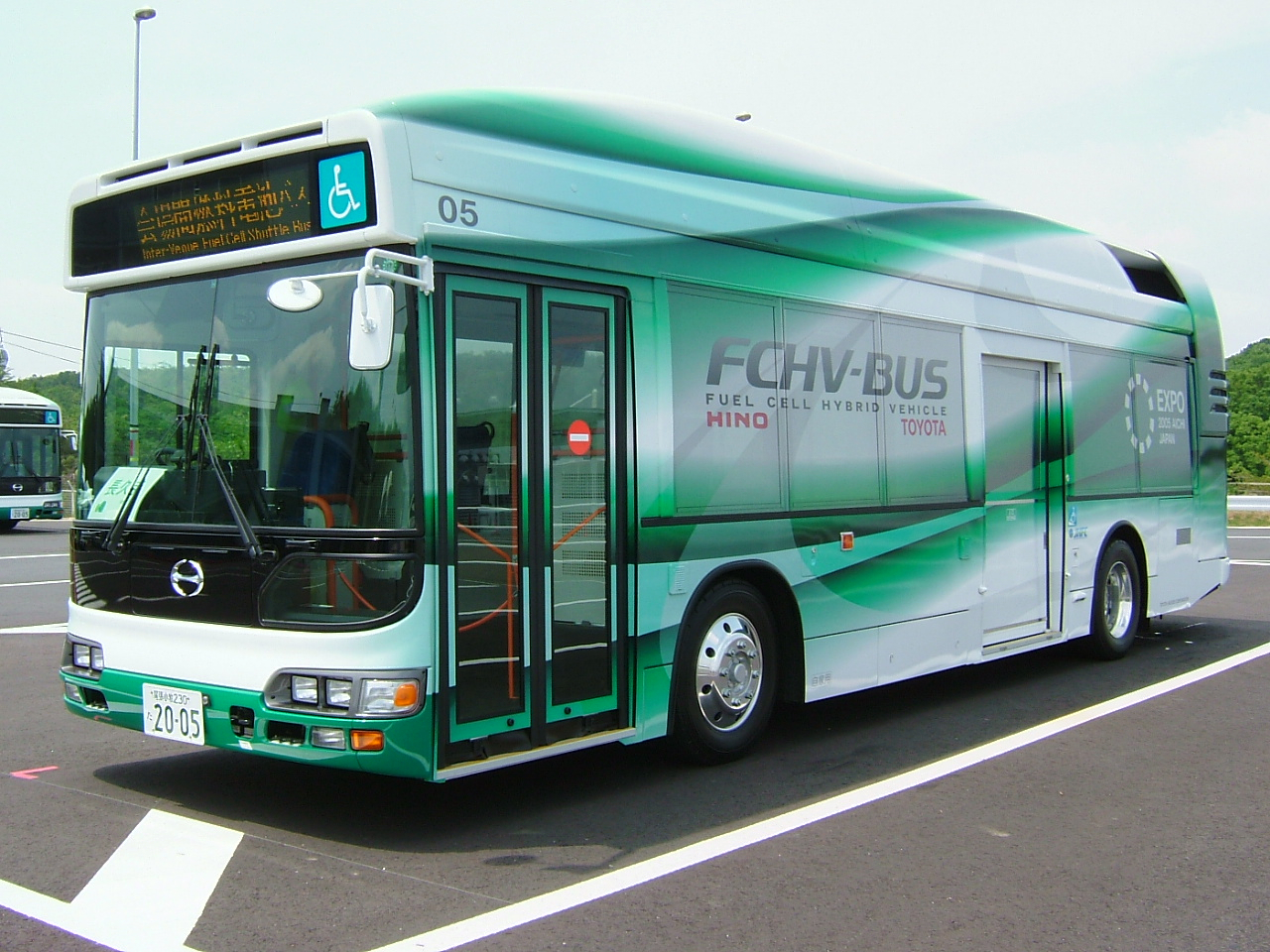
丰田的氢气燃料电池巴士（TOYOTA FCHV Bus），在2005年世界博覽會

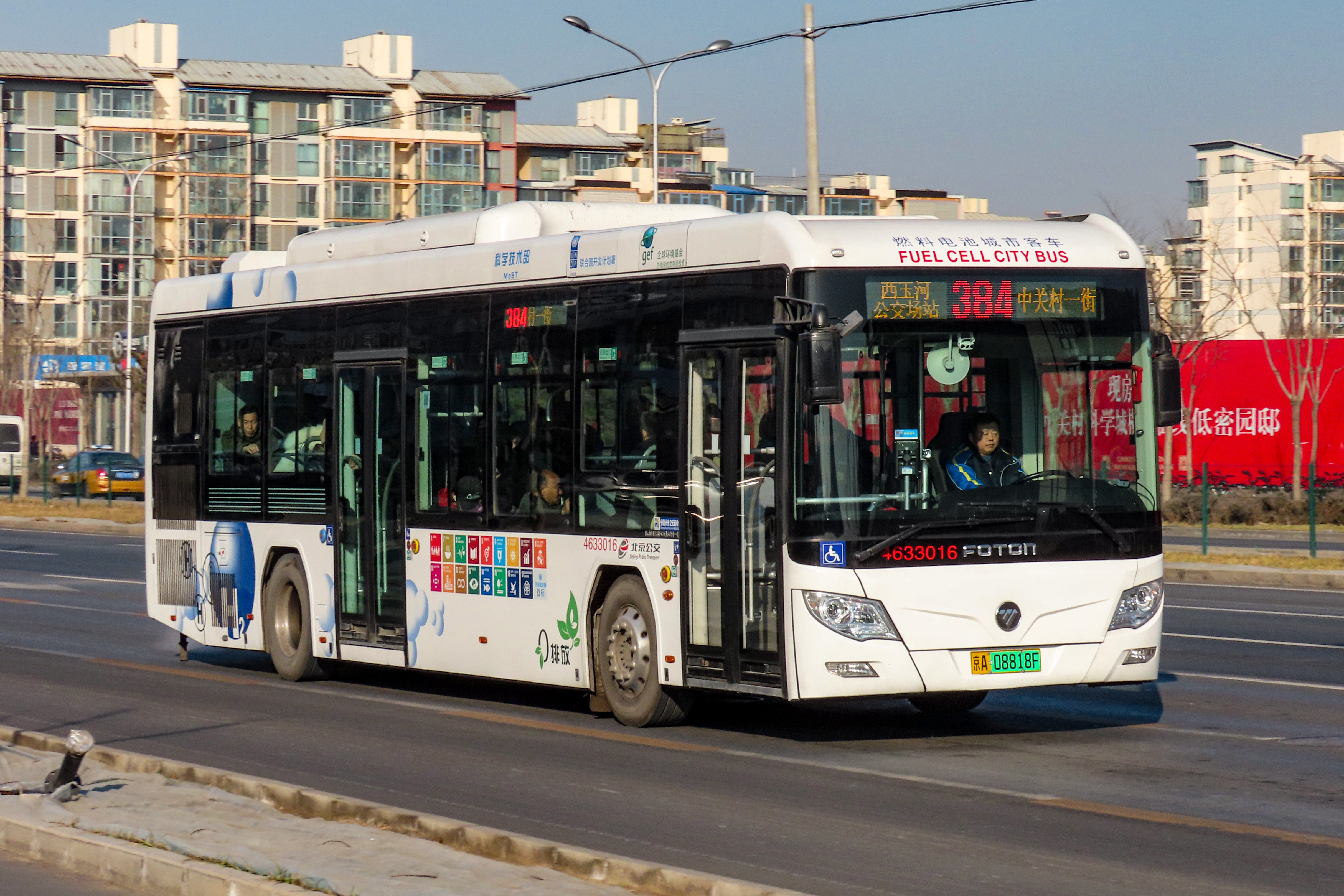
福田燃料电池巴士（BJ6123FCEVCH-1），在北京

在世界上今天有超过100部燃料电池巴士运行。大部分燃料电池巴士是由UTC Power, 丰田（Toyota）, Ballard，Hydrogenics和Proton Motor等公司生产。UTC巴士已经积累了超过600,000英里（970,000）的行驶距离。燃料电池巴士比柴油和天然气巴士的燃料经济性要高出39–141%。
燃料电池巴士已经部署在世界各地：加拿大Whistler;美国旧金山;德国汉堡;中国上海、北京;英国伦敦;巴西圣保罗;和其他地方。燃料电池巴士俱乐部是一个全球性的合作努力，在试验的燃料电池公共汽车。有影响的项目包括：
- 12燃料电池巴士部署加州的Oakland和旧金山湾区。[57]
- 在2007年一月，Daimler AG，36部Ballard Power Systems的燃料电池巴士实验巴士已经成功完成了一个在11个城市的三年的试运行。[58][59]
- 在加州的Thor巴士车队使用了UTC Power（英语：UTC Power）燃料电池，由SunLine Transit Agency交通公司运行.[60]
- 为迎接2022年北京冬奥会，北京公交集团于2021年大量购入了氢燃料电池巴士，这些巴士起初用作冬奥会的保障用车，后主要运营于郊区线路。

#### 叉車（堆高機）
燃料电池为动力的叉车是燃料电池在工业应用内最大的部门之一。用于材料搬运的大多数燃料电池是质子交换膜燃料电池提供动力，但也有一些直接甲醇燃料叉车进入市场。目前正在运营的燃料电池车队有大量的公司，包括西斯科食品，联邦快递货运，GENCO（Wegmans的，可口可乐，金佰利，和Whole Foods），和H-E-B杂货店的。

#### 摩托車和單車類

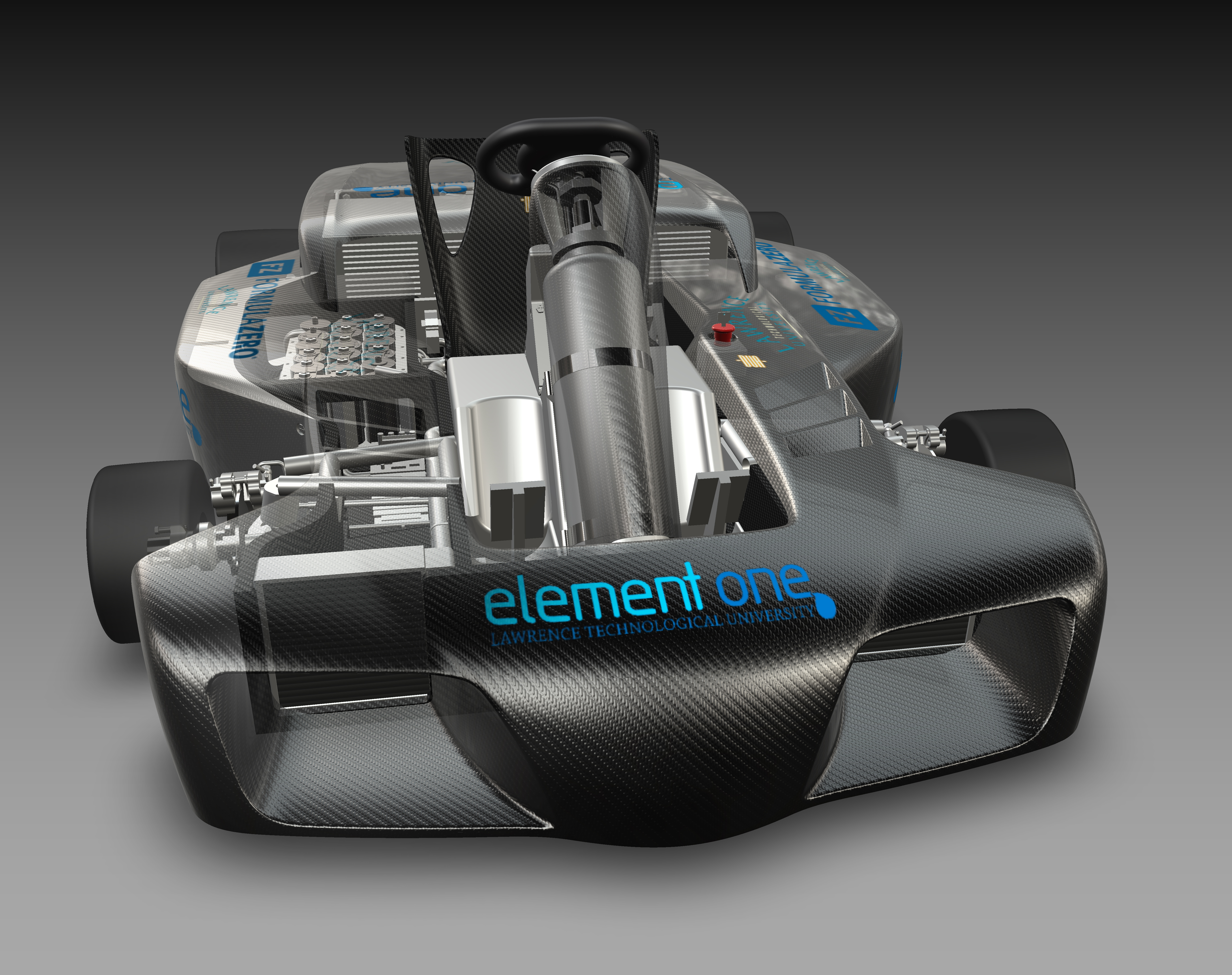
Element One燃料电池赛车

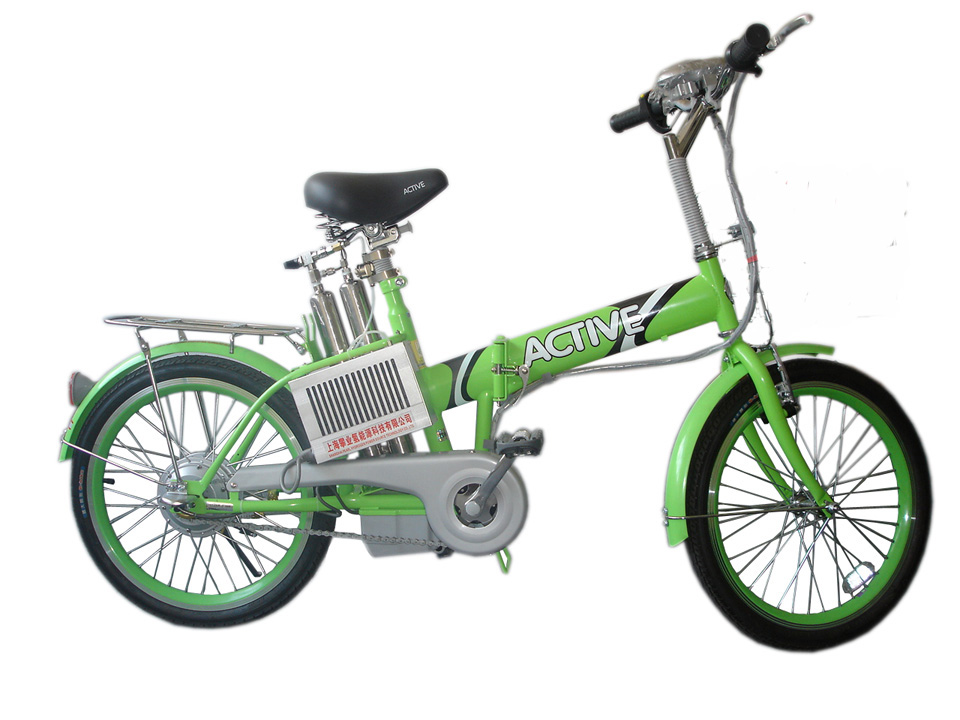
氢自行车，在中国上海

在2005年，英国的智能能源公司（Intelligent Energy （页面存档备份，存于））生产的第一个氢气运行摩托车ENV（中性排放车）。摩托车有足够运行4小时的燃料，并且以80每小時（50英里每小時）的速度在市区行驶了100英里（160 km）。在2004年本田利用本田燃料电池堆开发了一种燃料电池摩托车。还有其他几个单车例子和自行车例子使用了氢气燃料电池引擎。
在2007年中国上海，Pearl hydrogen power source technology Co., ltd公司展示了氢自行车，在第9届中国国际燃油技术装备和应用展示会。

#### 飛機

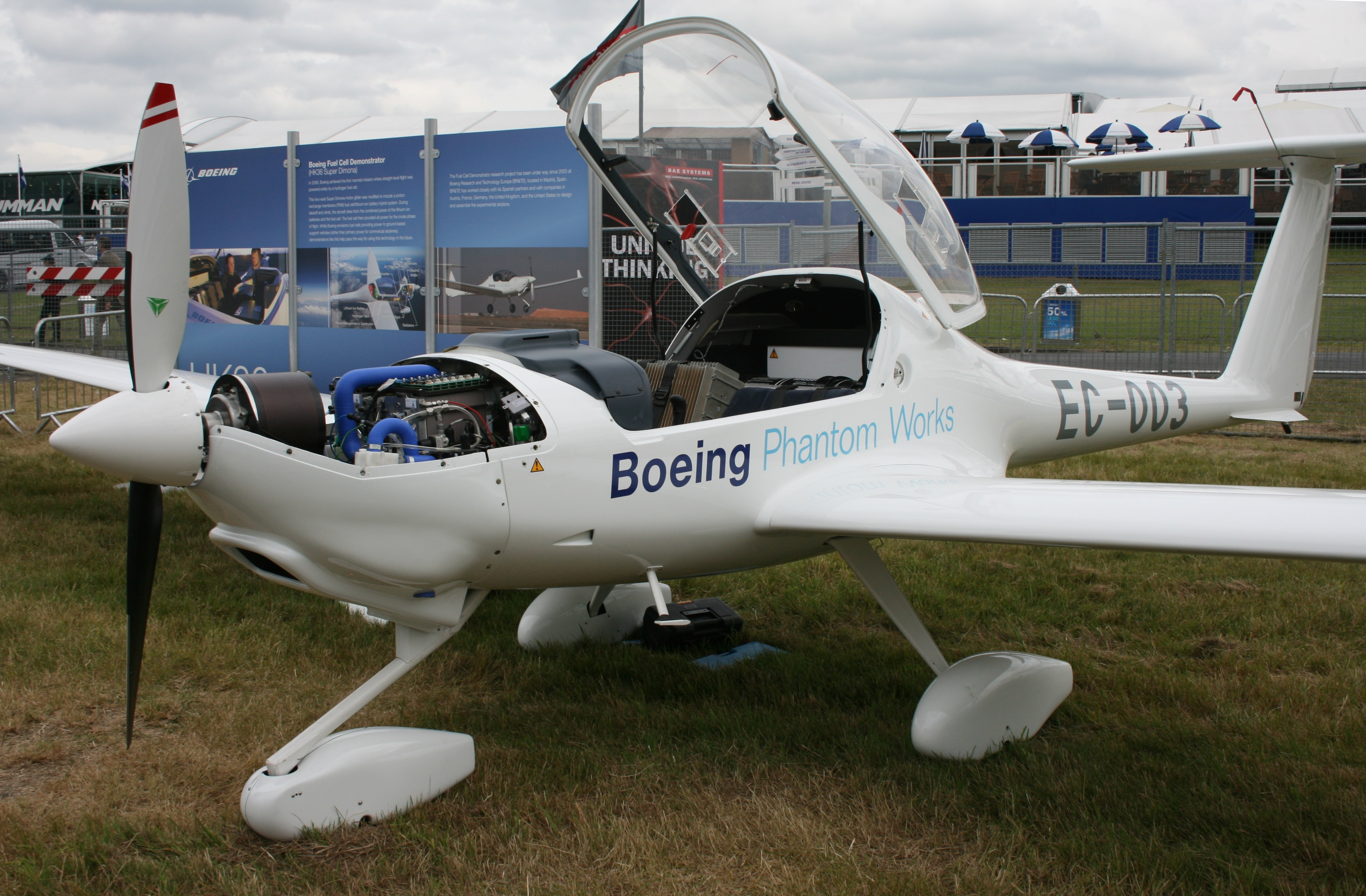
由氢燃料电池驱动的Fuel Cell Demonstrator波音飞机

在2008年2月，波音公司的研究人员和在欧洲产业合作伙伴进行的飞行试验，试飞了由燃料电池和轻型电池供电的载人飞机。这架所谓燃料电池演示者（Fuel Cell Demonstrator）飞机，使用了质子交换膜（PEM）的燃料电池/锂离子电池的混合动力系统的电动马达，电动马达被耦合到常规的螺旋桨。2003年，世界上第一个完全由燃料电池供电的螺旋桨驱动的飞机飞行。它的燃料电池是一个独特的FlatStackTM的堆栈的设计，这允许所述燃料电池被集成在空气动力学表面之下。
现在已经有了几个燃料电池为动力的无人飞行器（UAV）。在2007年，一个Horizen燃料电池的小型无人机，创下无人机飞行距离的记录。军事上特别感兴趣这种应用，原因是它是低噪音，低散热，可以飞到高海拔。2009年，美国海军研究实验室（NRL）的离子虎（Ion Tiger）利用氢为动力的燃料电池，飞行了23小时17分钟。波音公司正在完成试验的幽灵之眼（Phantom Eye），具有高空长航时（HALE），可用于飞行在  20,000（65,000英尺）  并有多达4天的时间进行研究和监测。燃料电池也被用来提供飞机的辅助动力，以取代化石燃料发电机，和以前用于启动发动机和飞机上电器的电力需求。燃料电池可以帮助飞机减少二氧化碳CO
2和其他污染物的排放和噪音。

#### 船只

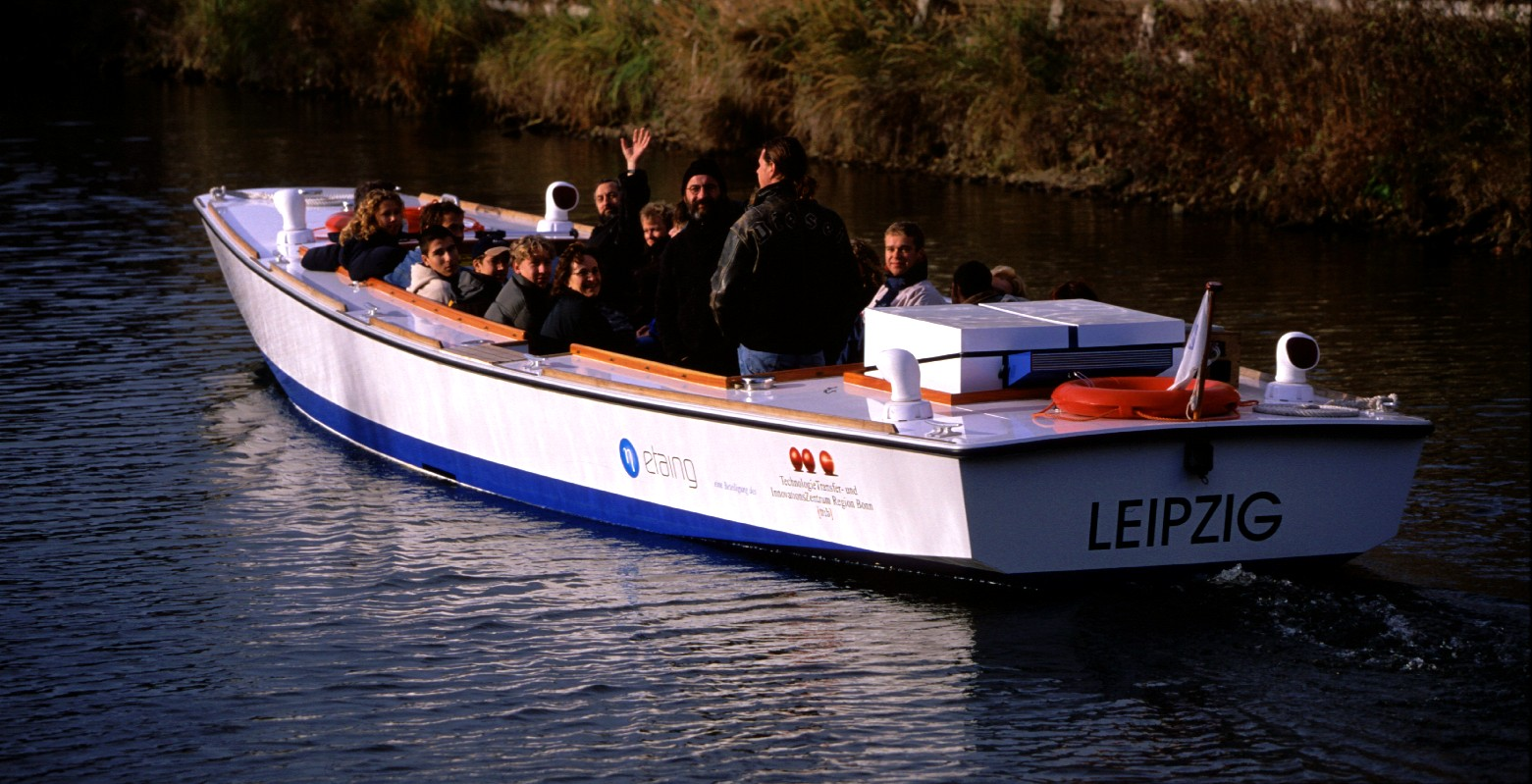
世界第一艘经公证的燃料电池船HYDRA，在德国莱比锡市

世界上第一个燃料电池船HYDRA使用了碱性燃料电池（AFC）系统，用6.5-kw的输出。冰岛一直致力于到2015年将其庞大的捕鱼船队使用的燃料电池提供辅助动力，并最终提供船上的主要动力。阿姆斯特丹最近推出了其第一个燃料电池为动力的船，提供给市内周围观赏著名的和美丽的运河的游客。
2014年台灣在日月潭下水測試燃料電池客船「希望之星號」，客船使用「錫力科技」的燃料電池與鋰電池混合動力系統，採用質子交換膜(PEM)燃料電池技術，具備快速啟動、低溫工作(僅約80°C)、長壽命以及適合多次連續啟停操作等優點。

#### 潛艇
不依赖空气推进（AIP）潛艇可以使用燃料電池為動力。
德國和意大利海軍的212型潜艇所使用的燃料電池可連續下潜幾星期而不需要浮出水面。
U212A是一个非核动力的潜艇，由德国海军造船厂Howaldtswerke船厂开发的。该系统由9个质子交换膜燃料电池，每个可以提供30-kW和50-kW之间。潜艇的静音给它探测其他潜艇的一个优势。

### 可攜式電源系統
使用燃料電池便攜電源系統可以在生活領域中使用（即電子產品，露營車，小木屋，海上），在工業領域中（即為偏遠地區提供電力，包括氣/油井場，通信塔，安全，氣象站等）使用，和在軍事領域中使用。

#### 相關應用
- 笔记本电脑，在没有交流电的地方的充电应用。
- 小电器的便携式充电器(例如，提供充电给移动电话或者個人數位助理（PDA）。
- 智能手机，便携式电脑和平板电脑。
- 小型取暖电器[76]
- 食物保存[77]
- 呼吸分析仪（英语：Breathalyzers）[78]
- 一氧化碳探測器，電化學傳感器。

## 加氫站
在2010年，在美國有超過85個加氫站。
截至2012年6月，加州有23個加氫站運行。

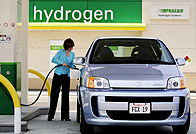
加氫站

在冰島，第一個公共加氫站在雷克雅未克市開放於2003年。這個加氫站服務戴姆勒 - 克萊斯勒公司建造的三個巴士，服務於雷克雅未克市公共交通網。
目前，德國在全國範圍內有14個加氫站并計劃到2015年擴大到50個，通過其公私合作夥伴關係現在的GMBH公司。日本也有氫能高速公路，是作為日本氫燃料電池項目的一部分。十二個氫燃料站已在11個日本城市建成，並且到2015年将有額外的加氫站可能運行。加拿大，瑞典和挪威也有氫高速公路正在實施。

## 市場和經濟
2012年，燃料電池在全世界市值超過10億美元，並且亞太國家運送超過3/4的燃料電池系統到世界各地。然而，截至2013年10月，還沒有在此行業中的上市公司能實現盈利。在2010年，燃料电池堆的全球出货量有140000單位，相較在2007年僅有11000單位的出貨量，並且2011年至2012年的全球燃料電池的出貨量有85％的年增長速度。
在2010年，燃料电池的出货量大约50％的固定式燃料电池，在2009年的出货量约为三分之一，并且燃料电池产业的四个主要生产国仍然是美国，德国，日本和韩国。能源部的固態能量轉換聯盟發現，截至2011年1月，固定式燃料電池產生的電力裝機約每千瓦時724美元775美元。2011年，布盧姆能源（Bloom Energy），一個主要的燃料電池供應商表示，其燃料電池發電每千瓦時9-11美分，其中包括燃料，維護和硬件的價格。

## 参看
- 能源發展
- 电网储能
- 微型發電
- 纳电子学
- 碱性阴离子交换膜燃料电池（英语：Alkaline anion exchange membrane fuel cells）

## 有關書籍
- Vielstich, W., et al.（eds.）（2009）. Handbook of fuel cells: advances in electrocatalysis, materials, diagnostics and durability. 6 vol. Hoboken: Wiley, 2009.
- Gregor Hoogers (2003). Fuel Cell Technology – Hand Book. CRC Press.
- James Larminie and Andrew Dicks (2003). Fuel Cell Systems Explained, 2nd Edition. John Wiley and Sons.
- High Temperature Solid Oxide Fuel Cells-Fundamentals, Design and Applications. Elsevier. 2003.
- Frano Barbir (2005). PEM Fuel Cells-Theory and Practice. Elsevier Academic Press.
- EG&G Technical Services, Inc.（2004）. Fuel Cell Technology-Hand book, 7th Edition. U.S. Department of Energy.
- Matthew M. Mench (2008). Fuel Cell Engines. John Wiley & Sons, Inc..